# Toulouges
Toulouges är en kommun i departementet Pyrénées-Orientales i regionen Occitanien i södra Frankrike. Kommunen ligger i kantonen Toulouges som tillhör arrondissementet Perpignan. År 2022 hade Toulouges 7 375 invånare.

## Befolkningsutveckling
Antalet invånare i kommunen Toulouges
| Referens: INSEE |